# Inventing Anna
Inventing Anna (bra: Inventando Anna) é uma minissérie americana de drama criada e produzida por Shonda Rhimes, inspirada na história de Anna Sorokin e no artigo da revista New York intitulado "How Anna Delvey Tricked New York's Party People", escrito por Jessica Pressler. Foi produzida pela Shondaland e lançada pela Netflix em 11 de fevereiro de 2022. A minissérie é estrelada por Julia Garner no papel principal. As atuações, especialmente a de Garner, foram elogiadas pela crítica, embora o tom inconsistente da série tenha recebido algumas críticas negativas.

## Premissa
Usando o nome falso de Anna Delvey, a russa Anna Sorokin consegue enganar a elite de Nova York, fazendo-os acreditar que é uma herdeira alemã com acesso a uma fortuna milionária. Com essa falsa identidade, ela obtém centenas de milhares de dólares em dinheiro, bens e serviços enquanto finge trabalhar em seu grande objetivo: abrir um clube exclusivo com temática artística.

## Elenco

### Principal
- Anna Chlumsky como Vivian Kent[7]
- Julia Garner como Anna Sorokin/Delvey
- Arian Moayed como Todd Spodek[7]
- Katie Lowes como Rachel Williams[7]
- Alexis Floyd como Neff Davis[7]
- Anders Holm como Jack
- Anna Deavere Smith como Maud
- Jeff Perry como Lou
- Terry Kinney como Barry
- Laverne Cox como Kacy Duke[7]

### Recorrente
- Rebecca Henderson como APJ Catherine McCaw
- Kate Burton como Nora Radford
- Saamer Usmani como Chase Sikorski
- Tim Guinee como Paul
- Gabriel Sloyer como Gabriel Calatrava
- Armand Schultz como Landon Bloom
- Anthony Edwards como Alan Reed[8]

### Participações
- Caitlin FitzGerald como Mags
- James Cusati-Moyer como Val
- Marika Domińczyk como Talia Mallay
- Joshua Malina como Henrick Knight
- Christopher Lowell como Noah
- Ben Rappaport como Billy McFarland
- Will Stephen como Martin Shkreli
- Gemma McIlhenny como Gerente de Instalação de Armazenamento
- Kieron J. Anthony como Dr. Millikan
- Tracy Pollan como Sherry Reed

## Episódios
| N.º | Título (no Brasil)                                      | Dirigido por             | Escrito por                            | Lançamento              |
| --- | ------------------------------------------------------- | ------------------------ | -------------------------------------- | ----------------------- |
| 1 | "Life of a VIP" "Vida de VIP"                           | David Frankel            | Shonda Rhimes                          | 11 de fevereiro de 2022 |
| Contrariando seu chefe, a repórter Vivian Kent investiga a história de Anna Delvey, uma suposta herdeira alemã acusada de estelionato e presa sem direito a fiança. |                                                         |                          |                                        |                         |
| 2 | "The Devil Wore Anna" "Diabólica"                       | Tom Verica               | Matt Byrne                             | 11 de fevereiro de 2022 |
| De um iate em Ibiza à Semana da Moda de Paris, a vida glamourosa de Anna vem à tona quando seus ex-amigos decidem contar algumas histórias para Vivian.             |                                                         |                          |                                        |                         |
| 3 | "Two Birds, One Throne" "Duas fontes numa tacada só"    | Daisy von Scherler Mayer | Jess Brownell                          | 11 de fevereiro de 2022 |
| Tentando esclarecer as coisas, Vivian procura a rica empresária Nora e Chase, ex-namorado de Anna.                                                                  |                                                         |                          |                                        |                         |
| 4 | "A Wolf in Chic Clothing" "Uma loba com roupas chiques" | David Frankel            | Abby Ajayi                             | 11 de fevereiro de 2022 |
| Vivian quer descobrir como Anna convenceu o poderoso advogado Alan Reed a ajudá-la com o financiamento milionário de seu negócio.                                   |                                                         |                          |                                        |                         |
| 5 | "Check Out Time" "Problemas com cartões de crédito"     | Elle n Kuras             | Carolyn Ingber Lewinksy and Abby Ajayi | 11 de fevereiro de 2022 |
| Hospedada em um hotel de luxo, Anna faz amizade com uma funcionária para quem dá gorjetas generosas. Vivian tenta desvendar o mistério e encara antigos fantasmas.  |                                                         |                          |                                        |                         |
| 6 | "Friends in Low Places" "Viagem com as amigas"          | Nzingha Stewart          | Jess Brownell                          | 11 de fevereiro de 2022 |
| Vivian consegue imagens da ida de Anna ao Marrocos, uma viagem extravagante com Rachel, Kacy e um cinegrafista misterioso que logo se transforma em um caos.        |                                                         |                          |                                        |                         |
| 7 | "Cash on Delivery" "Retirada em espécie"                | Nzingha Stewart          | Abby Ajayi                             | 11 de fevereiro de 2022 |
| Pressionada para terminar o artigo sobre Anna e com o nascimento da filha se aproximando, Vivian procura Rachel para ouvir seu lado da história sobre Marraquexe.   |                                                         |                          |                                        |                         |
| 8 | "Too Rich for Her Blood" "Uma estranha no ninho"        | Tom Verica               | Nicholas Nardini                       | 11 de fevereiro de 2022 |
| Depois de ter seu artigo publicado, Vivian investiga o passado de Anna na Alemanha e sua passagem pelo hotel Chateau Marmont em Los Angeles.                        |                                                         |                          |                                        |                         |
| 9 | "Dangerously Close" "Perigo iminente"                   | Ellen Kuras              | Matt Byrne                             | 11 de fevereiro de 2022 |
| Anna fica obcecada pelo figurino que usará no tribunal. Vivian faz a cobertura do julgamento. Rachel depõe e o advogado de defesa tenta fazer a cliente colaborar.  |                                                         |                          |                                        |                         |

## Produção

### Desenvolvimento
Em junho de 2018, a Netflix e a Shondaland adquiriram os direitos sobre a história de vida de Anna Sorokin e o artigo da revista New York intitulado "How Anna Delvey Tricked New York's Party People", escrito por Jessica Pressler, com planos de adaptá-lo para uma série de televisão. Shonda Rhimes atuaria como produtora e roteirista, junto com Betsy Beers. Sorokin recebeu US$ 320.000, que foram usados para pagar restituições e despesas legais. David Frankel foi anunciado como diretor e produtor executivo de dois episódios da série, incluindo o primeiro.

### Seleção de elenco
Em outubro de 2019, Julia Garner, Anna Chlumsky, Katie Lowes, Laverne Cox e Alexis Floyd foram confirmadas no elenco da série. Madeline Brewer foi convidada para interpretar o papel de Anna Delvey, mas teve que rejeitar devido a conflitos de sua agenda. Em novembro de 2019, Arian Moayed, Anders Holm, Anna Deavere Smith, Jeff Perry e Terry Kinney se juntaram ao elenco da série. Em fevereiro de 2020, Jennifer Esposito se juntou ao elenco, mas nunca apareceu em cena e o papel de Talia foi interpretado por Marika Dominczyk.

### Filmagens
As gravações começaram em Nova York e Los Angeles, em outubro de 2019.

## Lançamento
A minissérie de nove episódios estreou em 11 de fevereiro de 2022 na Netflix.

## Recepção

### Resposta da crítica
No site agregador de críticas Rotten Tomatoes, a série detém um índice de aprovação de 64% com base em 87 avaliações, com uma classificação média de 6,2/10. O consenso dos críticos do site diz: "Embora Inventing Anna seja tão instável no tom quanto o sotaque propositalmente exagerado de Julia Garner, sua atuação dedicada e a história envolvente garantem um entretenimento irresistível." O Metacritic, que utiliza uma média ponderada, deu a série uma pontuação de 57 de 100, com base em 34 críticas, indicando "avaliações mistas ou médias".
Saloni Gajjar, do The A.V. Club, deu à minissérie um B− e disse: "Apesar das atuações mais marcantes, Inventing Anna exige uma paciência que não compensa, desperdiçando seu potencial promissor ao longo do caminho." Revisando a série para a Rolling Stone, Alan Sepinwall deu uma nota de 2/5 e a descreveu como "uma confusão excessivamente longa, que nunca sabe ao certo o que quer dizer sobre sua personagem-título ou como dizer isso."
Mike Hale, crítico de televisão do The New York Times, elogiou alguns elementos da série e criticou outros. Ele comparou notavelmente a natureza emocionante do artigo original com o ritmo mais lento da série: "O artigo de Pressler era como um carro em alta velocidade, uma montanha-russa que mantinha seu pulso acelerado até o momento em que despencava de um penhasco. Inventing Anna é uma longa viagem de estrada, lenta e sem GPS. Todas as anedotas mais coloridas e os detalhes chocantes de Pressler foram incluídos, às vezes adaptados para se encaixar melhor na narrativa agora ficcional. Mas a emoção se perdeu."
Hayley Maitland, da Vogue, criticou a série por retratar uma "golpista obcecada por Celine" como uma "versão moderna de Jay Gatsby, com o endereço 281 Park Avenue substituindo Daisy Buchanan". Ela também observou que a série identificou a verdadeira Rachel Deloache Williams pelo nome completo, empregador, localização do apartamento e alma mater, mas apresentou várias coisas falsas sobre ela, incluindo o fato de vestir roupas de grife caras dadas por Anna Delvey, quando Delvey nunca lhe deu nenhuma roupa; ser demitida por colocar o custo inesperado de US$ 62.000 da viagem no cartão de crédito da empresa, quando na verdade ela transferiu o valor total para seu cartão pessoal; e admitir no tribunal, logo após seu depoimento, que a empresa de cartão de crédito havia perdoado a dívida, embora isso só tenha ocorrido depois do julgamento. Maitland também critica a série por demonizar Williams por fazer essencialmente a mesma coisa que uma personagem simpatética, apontando que Williams é a vítima mais prejudicada por Delvey.

### Audiência
De acordo com a Samba TV, 1,6 milhão de lares nos Estados Unidos assistiram à série da Netflix nos primeiros 4 dias de exibição.
A série está entre as mais assistidas de todos os tempos da Netflix, na categoria de séries de TV em inglês, com 511,92 milhões de horas assistidas nos primeiros 28 dias de lançamento.

### Prêmios e indicações
| Ano  | Prêmio                                       | Categoria                                                                             | Indicado(a) | Resultado | Ref.   |  |
| ---- | -------------------------------------------- | ------------------------------------------------------------------------------------- | --- | --------- | ------ |  |
| 2022 | Hollywood Music in Media Awards              | Melhor Supervisão Musical – Série de TV/Série Limitada                                | Alexandra Patsavas | Indicado  | [ 25 ] |  |
| 2022 | Location Managers Guild International Awards | Locações de Destaque em um Programa Seriado de Televisão, Antologia ou Série Limitada | Kristin Dombroski, John Cefalu, Youssef Abbagourram, Markus Bensch, Damon Gordon, e Maya Reid                                                                           | Indicado  | [ 26 ] |  |
| 2022 | MTV Movie & TV Awards                        | Melhor Série                                                                          | Inventing Anna | Indicado  | [ 27 ] |  |
| 2022 | Online Film & Television Association Awards  | Melhor Atriz em Filme, Série Limitada ou Antológica                                   | Julia Garner | Indicado  | [ 28 ] |  |
| 2022 | Primetime Emmy Awards                        | Melhor Série Limitada                                                                 | Shonda Rhimes, Betsy Beers, Tom Verica, Matt Byrne, Kathy Ciric, Scott Collins, Alison Eakle, Sara Fischer, Abby Ajayi, Jess Brownell, Holden Chang, e Jessica Pressler | Indicado  | [ 29 ] |  |
| 2022 | Primetime Emmy Awards                        | Melhor Atriz em Minissérie ou Telefilme                                               | Julia Garner | Indicado  | [ 29 ] |  |
| 2022 | Primetime Creative Arts Emmy Awards          | Melhor Seleção de Elenco para Série Limitada ou Antológica ou Filme                   | Linda Lowy, Jamie Castro, Allison Estrin, Henry Russell Bergstein, Juliette Ménager, Simone Bär, e Alexandra Montag                                                     | Indicado  | [ 29 ] |  |
| 2023 | AARP Movies for Grownups Awards              | Melhor Telefilme/Série Limitada                                                       | Inventing Anna | Indicado  | [ 30 ] |  |
| 2023 | Artios Awards                                | Série Limitada                                                                        | Linda Lowy, Henry Russell Bergstein, Allison Estrin, Jamie Castro, Simone Bär, Juliette Menager, e Dayna Katz                                                           | Indicado  | [ 31 ] |  |
| 2023 | Critics' Choice Television Awards            | Melhor Atriz em Série Limitada ou Filme Telefilme                                     | Julia Garner | Indicado  | [ 32 ] |  |
| 2023 | Directors Guild of America Awards            | Melhor Realização de Direção em Telefilmes e Séries Limitadas                         | Tom Verica (por "The Devil Wore Anna") | Indicado  | [ 33 ] |  |
| 2023 | Golden Globe Awards                          | Melhor Atriz em Minissérie ou Telefilme                                               | Julia Garner | Indicado  | [ 34 ] |  |
| 2023 | Screen Actors Guild Awards                   | Melhor Atriz em Minissérie ou Telefilme                                               | Julia Garner | Indicado  | [ 35 ] |  |